# 免震

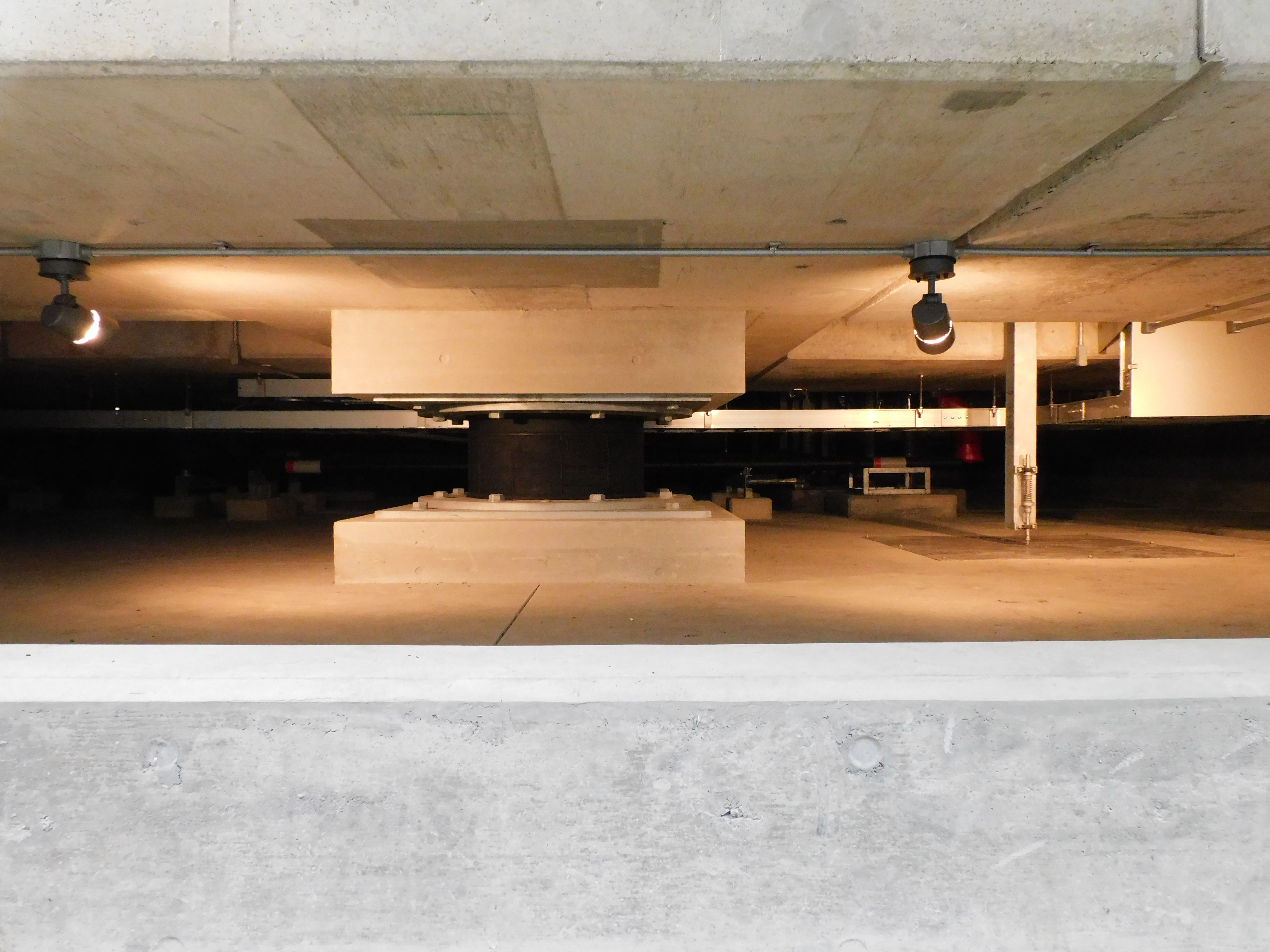
免震装置（昭和館 (栃木県庁舎)）

免震（めんしん、英: Seismic Isolation）とは、構造物の地震への対処として、構造物と地盤との関係を柔軟化する装置（免震装置）を用いて地震動が構造物に伝わりにくくするとともに減衰を付加して応答を低減する方法をいう。耐震や制震とは区別される。

## 概要
免震構造は積層ゴムなどの免震装置で構造物と地盤との関係を柔軟化し、地震動が構造物に伝わりにくくすることで、地震力を免れるようにした構造である。
免震の場合には長周期化による地震力の低減が主、減衰による変位の抑制が従であるのに対し、制震の場合には減衰による地震力、変位の低減を主とする。
| 耐震                                                                                             | 免震 | 制震 |
| ------------------------------------------------------------------------------------------------ | --- | --- |
| 構造物自体の有する耐力で地震に対処する方法（建物の構造体自体を堅固にして地震の揺れに耐える方法） | 構造物と地盤との関係を柔軟化する装置を用いて地震動が構造物に伝わりにくくするとともに減衰を付加して応答を低減する方法（地盤と建物の間などに免震部材を設置して建物が地震動と共振するのを避ける方法） | エネルギー吸収機構などをもつ装置を用いて地震動に対する応答を低減する方法（建物の内部に制震部材を取り付けて地震の揺れを制御する方法） |

免震補強は耐震補強や制震補強に比べて、人命の保護、構造体の損傷の回避、機能維持や財産の保護、工事期間中の建物使用などの面で優れるが、地震応答解析が必要であり、工期（設計期間含む）やコストも大きくなる。

## 免震補強

### 方式
免震補強の方法には、免震装置を建物の基礎の下に設置する基礎免震と、免震装置を建物の中間階に設置する中間階免震がある。
基礎免震は電気、ガス、給排水等の設備機能の維持、家具や調度品等の転倒の軽減など非常に高い耐震安全性を実現できる。また、基礎免震の場合、免震層のみの工事となるため工事範囲を限定でき、建物内部の機能も維持できる。建物の外観や内装も保存できるため、歴史的建造物の補強に適している。
一方で基礎免震は増し杭または基礎補強が必要となるほか、地震発生時には大きな変形（水平変形）が生じることから建物の周囲にドライエリアを設ける必要があり、エレベーターや階段、各種の設備の配管もその変形に追従できるようにする必要がある。
中間階免震は建築物周辺にドライエリアを設けることができない場合など、基礎部への施工に制約が多い場合に用いられる。構造計画上の利点は基礎免震と同じだが、免震装置周辺の部材を補強する必要がある場合があるほか、エレベーターや階段、各種の設備の配管の変形追従対策も必要である。中間階の免震層は工事中は使用できなくなる。

### 免震装置
荷重支持機能や減衰機能を複合して担う部分を支承部という。
ゴムと鉄板を交互に重ねた積層ゴム支承は1970年代にイギリスで開発されたとされている。この積層ゴム支承を初めて適用した免震構造は、1970年代後半にフランスマルセイユのラムベスク小学校で初めて導入された。その後、1981年にニュージーランドで鉛プラグ入り積層ゴムを用いたウィリアムクレイトンビルが建設された。
日本では1983年（昭和58年）に完成した八千代台住宅が日本最初の積層ゴムと摩擦ダンパーを用いた免震建築物である。当初、免震建築物は建築基準法が予定していない特殊の建築材料又は構造方法を用いる建築物であったため、旧第38条により建設大臣が個別にその建築材料又は構造方法を認めて建設された。2000年（平成12年）の建築基準法改正で免震建築物は法に規定された構造となり、免震構造の設計や施工が定着していった。
免震装置の支承部には以下のようなものがある。
- 機能一体型支承
  - 積層ゴム支承系
    - 地震時水平力分散型ゴム支承
    - 固定型ゴム支承・可動型ゴム支承

  - 鉛プラグ入りゴム支承系
    - 鉛プラグ入り積層ゴム支承
    - スプリング拘束型鉛プラグ入り積層ゴム支承

  - 高減衰ゴム支承系
    - 高減衰ゴム支承

  - ゴム系支承
    - ゴム系荷重支持板と鋼材固定装置
    - 荷重支持部を嵌合型とした固定可動支承

  - 鋼製系支承
    - 密閉ゴム支承板支承
- 機能分離型支承
  - 独立構造体型
    - ゴム系鉛直荷重支承とせん断型積層ゴム水平支承
    - 鉛直荷重鋼製支承とせん断型積層ゴム水平支承
    - 鉛直荷重積層ゴム支承と圧縮ゴム水平支承

  - 一体構造体型
    - 鋼製支承と積層ゴムの複合型
    - 上積層ゴムと下積層ゴムの複合型

## 免震テーブル
建物の内部においても精密機械や美術品を転倒させないよう、直交直動レール、摩擦ダンパー、コイルばねによって設置物への地震力の伝達を軽減させる免震テーブルが用いられることがある。

## 既存建築物等の免震化
既存の建物の基礎に免震装置を組み込み、外観や内装および設備を維持しながら建物を免震化する方法を免震レトロフィットという。歴史的な価値を認められた建造物の多くは、免震技術などない時代に建てられたものである。それらの保存のために免震レトロフィット工事が行われている。ただし、躯体をジャッキアップしてダンパーやアイソレータを設置し、場合によっては周囲を掘り下げて基礎に手を加えるなど、免震装置の設置には多大なコストがかかる。
東京・上野の国立西洋美術館（ル・コルビュジエ設計）は、1998年（平成10年）に大規模な免震工事を行った。もともと免震構造をもたない建築物であったが、地下部分を含めた建物全体の下に免震機構を設置し、全体を「浮かせる」ような形へと改修したのである。さらに、芸術品を地震から守る措置の一環として、前庭の「地獄の門」などのオーギュスト・ロダン作の彫刻群に免震台を設置した。